# 733 Mocia
733 Mocia је астероид са пречником од приближно 88,71 .
Афел астероида је на удаљености од 3,610 астрономских јединица (АЈ) од Сунца, а перихел на 3,184 АЈ.
Ексцентрицитет орбите износи 0,062, инклинација (нагиб) орбите у односу на раван еклиптике 20,265 степени, а орбитални период износи 2287,521 дана (6,262 година).
Апсолутна магнитуда астероида је 9,05 а геометријски албедо 0,053.
Астероид је откривен 16. септембра 1912. године.